# Polyplectropus menna
Polyplectropus menna är en nattsländeart som beskrevs av Malicky och Chantaramongkol 1993. Polyplectropus menna ingår i släktet Polyplectropus och familjen fångstnätnattsländor. Inga underarter finns listade i Catalogue of Life.